# Сельское поселение «Деревня Юрьево»
Се́льское поселе́ние «Деревня Юрьево» — муниципальное образование в Сухиничском районе Калужской области Российской Федерации.
Административный центр — деревня Юрьево.

## История
Статус и границы сельского поселения установлены Законом Калужской области от 1 ноября 2004 года № 369-ОЗ «Об установлении границ муниципальных образований, расположенных на территории административно-территориальных единиц "Думиничский район", "Кировский район", "Медынский район", "Перемышльский район", "Сухиничский район", "Тарусский район", "Юхновский район", и наделении их статусом городского поселения, сельского поселения, муниципального района».

## Население
| 2010 | 2012 | 2013 | 2014 | 2015 | 2016 | 2017 |
| ---- | ---- | ---- | ---- | ---- | ---- | ---- |
| 299  | ↘286 | ↘263 | ↘258 | ↗261 | ↗263 | ↗265 |
| 2018 | 2019 | 2020 | 2021 |      |      |      |
| ↗266 | ↘264 | ↘261 | ↗318 |      |      |      |

## Состав сельского поселения
| № | Населённый пункт | Тип населённого пункта          | Население |
| - | ---------------- | ------------------------------- | --------- |
| 1 | Глазово          | деревня                         | ↘116      |
| 2 | Горбатка         | деревня                         | ↘0        |
| 3 | Железинка        | деревня                         | ↘1        |
| 4 | Корвяково        | деревня                         | ↘17       |
| 5 | Кучерово         | деревня                         | ↘6        |
| 6 | Острова          | деревня                         | ↘3        |
| 7 | Сальково         | деревня                         | ↘4        |
| 8 | Хватово          | деревня                         | ↘21       |
| 9 | Юрьево           | деревня, административный центр | ↘131      |